# پگ انتویستل
پگ انتویستل (انگلیسی: Peg Entwistle; ۵ فوریهٔ ۱۹۰۸ – ۱۶ سپتامبر ۱۹۳۲) هنرپیشه اهل بریتانیا بود. وی بین سال‌های ۱۹۲۵ تا ۱۹۳۲ میلادی فعالیت می‌کرد.
وی بازیگر فیلم‌هایی همچون سیزده زن بوده است، وی همچنین از ۲۳ مه تا ۴ ژوئن در تئاتر بلاسکو به اجرا تئاتر  پرداخته است.